# Lauri Tamminen
Lauri Esko Olavi Tamminen  (ur. 1 grudnia 1919 w Helsinkach, zm. 2 grudnia 2010 tamże) – fiński lekkoatleta młociarz.
Na igrzyskach olimpijskich w 1940 w Londynie zajął 5. miejsce w finale rzutu młotem. Na kolejnych igrzyskach olimpijskich w 1952 w Helsinkach był w tej konkurencji 20..
Był mistrzem Finlandii w rzucie młotem w 1949 i 1951, wicemistrzem w 1950, 1952 i 1953 oraz brązowym medalistą w 1945, 1946 i 1947.
Rekord życiowy Tamminena wynosił 54,60 m, ustanowiony 11 czerwca 1948 w Helsinkach.